# Harpiliopsis
Harpiliopsis is een geslacht van kreeftachtigen uit de klasse van de Malacostraca (hogere kreeftachtigen).

## Soorten
- Harpiliopsis beaupresii (Audouin, 1826)
- Harpiliopsis depressa (Stimpson, 1860)
- Harpiliopsis spinigera (Ortmann, 1890)